# Кастильоне-д’Орча
Кастильоне-д’Орча (итал. Castiglione d'Orcia) — коммуна в Италии, располагается в регионе Тоскана, в провинции Сиена.
Население составляет 2505 человек (2008 г.), плотность населения составляет 18 чел./км². Занимает площадь 141 км². Почтовый индекс — 53023. Телефонный код — 0577.
Покровителем коммуны почитается святой первомученик Стефан, празднование 26 декабря.

## Демография
Динамика населения:

## Администрация коммуны
- Официальный сайт: http://www.comune.castiglionedorcia.siena.it/ Архивная копия от 30 марта 2009 на Wayback Machine